# Colaspis
Genre
Colaspis est un genre de coléoptères de la famille des Chrysomelidae et de la sous-famille des Eumolpinae.

## Espèces
- Colaspis abdominalis Lefèvre, 1877[2]
- Colaspis aberrans (Bechyné, 1953)
- Colaspis achardi Bechyné, 1949[3]
- Colaspis adducta Clavareau, 1914[4]
- Colaspis adusta Lefèvre, 1885[5]
- Colaspis aemula Weise, 1921
- Colaspis aenea Fabricius, 1801
- Colaspis aeneicollis Bowditch, 1921[6]
- Colaspis aeneola Weise, 1921 g
- Colaspis aeraria Lefèvre, 1885[5]
- Colaspis aerea Lefèvre, 1884 g[7]
- Colaspis aeruginosa (Germar, 1824)
- Colaspis affinis Weise, 1921
- Colaspis albicincta Erichson, 1847
- Colaspis alcyonea Suffrian, 1866
- Colaspis amabilis Jacoby, 1900[8]
- Colaspis amazonae Jacoby, 1900[8]
- Colaspis amplicollis Blake, 1971[9]
- Colaspis anceps Lefèvre, 1878
- Colaspis apurensis (Bechyné, 1951)[10]
- Colaspis araguensis (Bechyné, 1958)[11]
- Colaspis arizonensis Schaeffer, 1933 i c g b[12]
- Colaspis assimilis Klug, 1829
- Colaspis atrisuturalis Blake, 1976[13]
- Colaspis balyi Jacoby, 1881[14]
- Colaspis barberi Blake, 1967[15]
- Colaspis basipennis Bowditch, 1921[16]
- Colaspis batesi Jacoby, 1900[8]
- Colaspis belti Jacoby, 1881[14]
- Colaspis bicolor Germar, 1824
- Colaspis bidenticollis Bowditch, 1921[17]
- Colaspis bifasciata Jacoby, 1881[14]
- Colaspis blakeae Ostmark, 1975[18]
- Colaspis bohumilae (Bechyné, 1950)
- Colaspis boliviana Bowditch, 1921[6]
- Colaspis braxatibiae Blake, 1978[19]
- Colaspis bridarollii Bechyné, 1949[3]
- Colaspis brownsvillensis Blake, 1975 i c g b[20]
- Colaspis brunnea (Fabricius, 1798) i c g b
- Colaspis brunneipennis Bowditch, 1921[16]
- Colaspis buckleyi (Bechyné, 1953)
- Colaspis bifasciata Jacoby, 1880[14]
- Colaspis cacaoi Blake, 1973[21]
- Colaspis calcarifera (Bechyné, 1953)
- Colaspis caligula Agrain, Cabrera, Holgado & Vicchi, 2016[22]
- Colaspis callichloris Lefèvre, 1878[23]
- Colaspis carolinensis Blake, 1974 i c g[24]
- Colaspis cartwrighti Blake, 1977[25]
- Colaspis castanea Boheman, 1858
- Colaspis chalcites Lefèvre, 1884[7]
- Colaspis championi Jacoby, 1881 i c g[14]
- Colaspis chapalensis Blake, 1976[13]
- Colaspis chapuisi Jacoby, 1884
- Colaspis chevlorati Lefèvre, 1891[26]
- Colaspis chlorana Lefèvre, 1891[26]
- Colaspis chlorites Erichson, 1847
- Colaspis chloropsis Blake, 1976[13]
- Colaspis cinctella Lefèvre, 1884[27]
- Colaspis coelestina Erichson, 1847
- Colaspis columbica Jacoby, 1900[8]
- Colaspis concolor Bowditch, 1921 g[28]
- Colaspis concoloripes (Bechyné, 1950)
- Colaspis coneja Kolbe, 1901
- Colaspis confusa Bowditch, 1921
- Colaspis corrugata Lefèvre, 1885[5]
- Colaspis corumbensis Blake, 1978[19]
- Colaspis costipennis Crotch, 1873 i c g b[29]
- Colaspis cribellata Lefèvre, 1888
- Colaspis cribricollis Lefèvre, 1884[27]
- Colaspis crinicornis Schaeffer, 1933 i c g b[12]
- Colaspis cruriflava Blake, 1977 i c g b[30]
- Colaspis cubensis Blake, 1967[15]
- Colaspis darlingtoni Blake, 1967[15]
- Colaspis dejeani Lefèvre, 1884 g[7]
- Colaspis deleta Suffrian, 1867
- Colaspis delphina (Bechyné, 1951)[10]
- Colaspis demersa (Bechyné, 1950)
- Colaspis dentifera (Bechyné, 1951)[10],[31]
- Colaspis despecta Lefèvre, 1884[27]
- Colaspis dentipyga (Bechyné, 1958)[11]
- Colaspis diduma Blake, 1975[20]
- Colaspis dilatipes Bowditch, 1921[28]
- Colaspis dionysea Bechyné, 1949[3]
- Colaspis discolor Weise, 1921
- Colaspis dispar Bowditch, 1921[16]
- Colaspis diversa Lefèvre, 1878
- Colaspis dugesi Lefèvre, 1885[5]
- Colaspis duplicata Lefèvre, 1877[2]
- Colaspis ekraspedona Blake, 1978[19]
- Colaspis elegans Jacoby, 1900[8]
- Colaspis exarata Lefèvre, 1884[27]
- Colaspis farri Blake, 1967[15]
- Colaspis favosa Say, 1824 i c g b
- Colaspis femoralis Olivier, 1808
- Colaspis fervida (Suffrian, 1866)
- Colaspis flavantenna Blake, 1978[19]
- Colaspis flavipes Olivier, 1808
- Colaspis flavocostata Schaeffer, 1933 i c g b[12]
- Colaspis floridana Schaeffer, 1933 i c g[12]
- Colaspis foveicollis Jacoby, 1880
- Colaspis foveolata Lefèvre, 1884[32]
- Colaspis freyi (Bechyné, 1950)
- Colaspis fulva Blake, 1976[13]
- Colaspis fulvilabris Jacoby, 1880
- Colaspis fulvimana Lefèvre, 1877[2]
- Colaspis fulvotestacea Lefèvre, 1878[23]
- Colaspis fuscipes Bowditch, 1921[17]
- Colaspis gemellata Lefèvre, 1885[5]
- Colaspis gemmingeri Harold, 1874
- Colaspis gemmula Erichson, 1847
- Colaspis geniculata Lefèvre, 1891[33]
- Colaspis gestroi Jacoby, 1899
- Colaspis goyazenis Bowditch, 1921[28]
- Colaspis grandicollis Blake, 1976[13]
- Colaspis guatemalensis Blake, 1975[20]
- Colaspis gwendolina (Bechyné, 1953)
- Colaspis hesperia Blake, 1974 i c g b[24]
- Colaspis heteroclita Jacoby, 1900[8]
- Colaspis hirticornis (Bechyné, 1955)[34]
- Colaspis homoia Blake, 1976[13]
- Colaspis humeralis Latreille, 1833
- Colaspis hypochlora Lefèvre, 1878[23]
- Colaspis hypoxantha Lefèvre, 1878[23]
- Colaspis impressa Lefèvre, 1877[2]
- Colaspis impressipennis Bowditch, 1921[6]
- Colaspis inconspicua Jacoby, 1890[35]
- Colaspis inquinata Lefèvre, 1878
- Colaspis interstitalis Lefèvre, 1877[2]
- Colaspis intricata Lefèvre, 1888
- Colaspis jalapae (Bechyné, 1950)[36]
- Colaspis jansoni Jacoby, 1881[14]
- Colaspis jannsensi (Bechyné, 1950)[37]
- Colaspis jocosa Bowditch, 1921[6]
- Colaspis joliveti (Bechyné, 1950)[37]
- Colaspis juxaoculus Blake, 1978[19]
- Colaspis kaszabi (Bechyné, 1953)
- Colaspis keyensis Blake, 1974 i c g[24]
- Colaspis kirra Blake, 1976[13]
- Colaspis klagii Bowditch, 1921[16]
- Colaspis labilis (Bechyné, 1953)
- Colaspis lampomela Blake, 1978[19]
- Colaspis laplatensis Bechyné, 1949[3]
- Colaspis lata Schaeffer, 1933 i c g[12]
- Colaspis lateralis Germar, 1824
- Colaspis lauei (Bechyné, 1950)[36]
- Colaspis lebasi Lefèvre, 1878[23]
- Colaspis lebasiformis (Bechyné, 1953)
- Colaspis lebasoides Bowditch, 1921[28]
- Colaspis legionalis Bechyné, 1953 g
- Colaspis leiosomata Blake, 1973[21]
- Colaspis leopoldina (Bechyné, 1953)
- Colaspis leucopus Harold, 1875
- Colaspis levicostata Blake, 1976[13]
- Colaspis libatrix (Bechyné, 1953)
- Colaspis longipennis Blake, 1976[13]
- Colaspis lophodes Blake, 1974[24]
- Colaspis louisianae Blake, 1974 i c g b[24]
- Colaspis luciae Blake, 1967[15]
- Colaspis luridula Lefèvre, 1878[23]
- Colaspis luteicornis (Fabricius, 1792)
- Colaspis lutescens Lefèvre, 1886
- Colaspis macroptera Blake, 1976[13]
- Colaspis maculipes Harold, 1875
- Colaspis maida (Bechyné, 1953)
- Colaspis manausa Blake, 1978[19]
- Colaspis manea Erichson, 1847
- Colaspis mapiriensis (Bechyné, 1951)[10]
- Colaspis melaina Blake, 1974 i c g[24]
- Colaspis melancholica Jacoby, 1881[14]
- Colaspis meriamae (Bechyné, 1951)
- Colaspis metallica Lefèvre, 1891 g[26]
- Colaspis mexicana Jacoby, 1881[14]
- Colaspis micans Weise, 1921
- Colaspis minuta Lefèvre, 1891[33]
- Colaspis missionea Bechyné, 1949[3]
- Colaspis mixticolor (Bechyné, 1951)[10]
- Colaspis monomorpha (Bechyné, 1950)
- Colaspis monrosi Bechyné, 1950[38]
- Colaspis montana Jacoby, 1891
- Colaspis musae Bechyné, 1950 g[39]
- Colaspis nigricornis Fabricius, 1801
- Colaspis nigripennis Jacoby, 1880
- Colaspis nigrocyanea Crotch, 1873 i c g b[29]
- Colaspis notaticornis Lefèvre, 1877[2]
- Colaspis obliqua Bowditch, 1921[17]
- Colaspis obscura Fabricius, 1801
- Colaspis occidentalis (Linnaeus, 1758) g
- Colaspis orientalis Blake, 1967[15]
- Colaspis ornata Germar, 1824
- Colaspis ostmarki Blake, 1973[21]
- Colaspis otileensis Bowditch, 1921[16]
- Colaspis pallipes Lefèvre, 1877[2]
- Colaspis panamensis Blake, 1976[13]
- Colaspis pantaria (Bechyné, 1951)[10]
- Colaspis panzoensis (Bechyné, 1951)
- Colaspis paracostata Blake, 1978[19]
- Colaspis pectoralis Lefèvre, 1885[5]
- Colaspis perburbata Weise, 1921 g
- Colaspis perfidia (Bechyné, 1953)
- Colaspis perichrysea (Bechyné, 1951)[10]
- Colaspis perturbata Weise, 1921
- Colaspis pini Barber, 1937 i c g b
- Colaspis planicostata Blake, 1974 i c g b[24]
- Colaspis pleuralis Weise, 1921
- Colaspis plicatula Jacoby, 1882[14]
- Colaspis pohli (Bechyné, 1955)[34]
- Colaspis prasina Lefèvre, 1878[23]
- Colaspis propinqua Lefèvre, 1885[5]
- Colaspis prospectans (Bechyné, 1958)[11]
- Colaspis proteus Bechyné, 1949[3]
- Colaspis pseudofavosa E. Riley, 1978 i c g b[40]
- Colaspis pseudogeminata (Bechyné, 1950)
- Colaspis pseudopruinosa Bechyné, 1949[3]
- Colaspis pulchella Lefèvre, 1877[2]
- Colaspis pumilio Lefèvre, 1884[27]
- Colaspis punctigera Weise, 1921
- Colaspis punctipennis Bowditch, 1921[16]
- Colaspis purpurala Blake, 1978[19]
- Colaspis purpurea Blake, 1971[9]
- Colaspis quadrifoveata Bowditch, 1921[16]
- Colaspis quattuordecimcostata Lefèvre, 1877[2]
- Colaspis recurva Blake, 1974 i c g b[24]
- Colaspis reflexomicans (Bechyné, 1953)
- Colaspis retracta (Bechyné, 1951)[10]
- Colaspis romani Weise, 1921
- Colaspis rufipes Jacoby, 1900[8]
- Colaspis rugifera Weise, 1921
- Colaspis rugosa (Germar, 1824)
- Colaspis rugulosa Lefèvre, 1891[26]
- Colaspis rustica Boheman, 1859
- Colaspis sanguinea Blake, 1977 i c g[30]
- Colaspis sanjoseana (Bechyné, 1950)[36]
- Colaspis scintillifera Bechyné, 1949[3]
- Colaspis shuteae Blake, 1975[20]
- Colaspis similaris Blake, 1976[13]
- Colaspis similis Blake, 1977 i c g[30]
- Colaspis simplex Weise, 1921
- Colaspis simplicipes (Bechyné, 1950)
- Colaspis smaragdula Olivier, 1808
- Colaspis soror Weise, 1921
- Colaspis spadix Blake, 1976[13]
- Colaspis speciosa Lefèvre, 1885[5]
- Colaspis spinigera Blake, 1975[20]
- Colaspis spuraticornis Erichson, 1847
- Colaspis stenopoda (Bechyné, 1951)[10]
- Colaspis stenorachis Blake, 1976[13]
- Colaspis strigata Lefèvre, 1878[23]
- Colaspis subacuta (Bechyné, 1950)
- Colaspis subaenea Jacoby, 1890[35]
- Colaspis subcostata Jacoby, 1881[14]
- Colaspis submersa Bechyné, 1949[3]
- Colaspis submetallica Jacoby, 1881[14]
- Colaspis suffriani Weise, 1914
- Colaspis suggona Blake, 1977 i c g b[30]
- Colaspis suilla (Fabricius, 1801) i c g b
- Colaspis sulphuripes Lefèvre, 1877[2]
- Colaspis surrubrensis (Bechyné, 1950)[36]
- Colaspis suturalis Lefèvre, 1878[23]
- Colaspis tabacilla (Bechyné, 1951)[10]
- Colaspis taylori Bechyné, 1949[3]
- Colaspis tibialis Lefèvre, 1885[5]
- Colaspis townsendi Bowditch, 1921[28]
- Colaspis trichopyga (Bechyné, 1953)
- Colaspis tucumanensis Bowditch, 1921[6]
- Colaspis uncotibialis Blake, 1976[13]
- Colaspis unicolor Olivier, 1808
- Colaspis varia Lefèvre, 1884[32]
- Colaspis variabilis Blake, 1976[13]
- Colaspis vieta (Bechyné, 1950)
- Colaspis violetta Bechyné, 1949[3]
- Colaspis viridiceps Schaeffer, 1933 i c g b[12]
- Colaspis viridicollis Bowditch, 1921[6]
- Colaspis viridipunctata Jacoby, 1900[8]
- Colaspis viridissima Lefèvre, 1877
- Colaspis viriditincta Schaeffer, 1919 i c g b[41]
- Colaspis virulenta (Bechyné, 1953)
- Colaspis willincki (Bechyné, 1950)[38]
- Colaspis yucatana Jacoby, 1890[35]
- Colaspis yungarum (Bechyné, 1951)[10]
- Colaspis zanthophaia Blake, 1976[13]
- Colaspis zarah (Bechyné, 1953)
- Colaspis zilchi (Bechyné, 1953)
- Colaspis zischkai (Bechyné, 1951)[10]

Noms d'espèces de Colaspis utilisés par Bechyné (= Metaxyonycha ?):
- Colaspis acuminipennis Blanchard, 1843
- Colaspis angusta (Perty, 1832)
- Colaspis apochroma Bechyné, 1976 g[42]
- Colaspis argentinensis (Bechyné, 1949)[3]
- Colaspis auripennis Germar, 1824
- Colaspis batesi (Baly, 1881)[43]
- Colaspis boggianii Bechyné, 1957[44]
- Colaspis bogotensis (Jacoby, 1900)[8]
- Colaspis bondari Bechyné & Bechyné, 1968[45]
- Colaspis carminea Bechyné, 1955[34]
- Colaspis chlorospila (Marshall, 1864)[46]
- Colaspis chotana Bechyné, 1958[11]
- Colaspis comica Bechyné, 1953
- Colaspis concinna (Lefèvre, 1883)[47]
- Colaspis connexa (Marshall, 1864)[46]
- Colaspis corpulenta Bechyné, 1955[34]
- Colaspis costata (Lefèvre, 1877)[2]
- Colaspis crucifera (Marshall, 1864)[46]
- Colaspis defficiens Bechyné, 1953
- Colaspis denieri Bechyné, 1953
- Colaspis diringshofeni Bechyné & Bechyné, 1968[45]
- Colaspis distincta (Baly, 1881)[43]
- Colaspis dominga Bechyné, 1958[11]
- Colaspis elegans (Lefèvre, 1883)[47]
- Colaspis elytrospila Bechyné & Bechyné, 1968[45]
- Colaspis excentritarsis Bechyné & Bechyné, 1968[45]
- Colaspis fasciata (Lefèvre, 1875)[48]
- Colaspis flavofasciata Bowditch, 1921[28]
- Colaspis formosa (Lefèvre, 1883)[47]
- Colaspis fuscovitatta Bechyné, 1953
- Colaspis godmani (Jacoby, 1881)[14]
- Colaspis gounelli (Lefèvre, 1891)[33]
- Colaspis granulata Germar, 1821
- Colaspis haroldi (Lefèvre, 1891)
- Colaspis hirsuta (Jacoby, 1890)[35]
- Colaspis humeralis (Marshall, 1864)[46]
- Colaspis humilis (Marshall, 1864)[46]
- Colaspis hybrida Lefèvre, 1878
- Colaspis jeanneli Bechyné, 1951[10]
- Colaspis jusepinensis Bechyné & Bechyné, 1968[45]
- Colaspis lacerdae (Lefèvre, 1884)[7]
- Colaspis lefevrei Harold, 1875
- Colaspis lima Bechyné, 1955[34]
- Colaspis longicornis Bechyné, 1951[10]
- Colaspis martinezi Bechyné, 1951[10]
- Colaspis mattogrossoensis Scherer, 1964[49]
- Colaspis melanocephala Bechyné, 1953
- Colaspis melanogastra Lefèvre, 1884[27]
- Colaspis mendesi (Bechyné, 1949)[3]
- Colaspis minarum Lefèvre, 1888
- Colaspis montesi Bechyné, 1953
- Colaspis nigritarsis (Lefèvre, 1875)[48]
- Colaspis octosignata (Baly, 1881)[43]
- Colaspis pallidula Boheman, 1858
- Colaspis panamensis (Jacoby, 1890)[35]
- Colaspis parallela Bechyné, 1951[10]
- Colaspis piceola Bechyné & Bechyné, 1968[45]
- Colaspis plagiata (Lefèvre, 1891)
- Colaspis porcata Germar, 1824
- Colaspis pretiosa (Baly, 1881)[43]
- Colaspis problematica Bechyné, 1951[10]
- Colaspis pulchra Scherer, 1964[49]
- Colaspis quadrimaculata Olivier, 1808
- Colaspis quadrinotata (Marshall, 1864)[46]
- Colaspis radioni Bechyné, 1952
- Colaspis richteri Bechyné, 1953
- Colaspis rosiovittata (Bechyné, 1949)[3]
- Colaspis rugosa (Jacoby, 1900)[8]
- Colaspis sanguinea Lefèvre, 1878
- Colaspis schinicola Bechyné, 1958[11]
- Colaspis seabrai Bechyné & Bechyné, 1968[45]
- Colaspis semiocelusa Bechyné, 1951[10]
- Colaspis sergipensis Bechyné & Bechyné, 1968[45]
- Colaspis signata Lefèvre, 1885
- Colaspis spinifera Bechyné, 1957[44]
- Colaspis tarsata (Baly, 1881)[43]
- Colaspis tejucana (Marshall, 1864)[46]
- Colaspis tenuenotata Bechyné, 1950[36]
- Colaspis testacea Fabricius, 1801
- Colaspis tetrasticta (Marshall, 1864)[46]
- Colaspis tricolor Perty, 1832
- Colaspis tridentata Jacoby, 1877
- Colaspis trigonomera Bechyné & Bechyné, 1968[45]
- Colaspis validicornis Lefèvre, 1885
- Colaspis variolosa (Jacoby, 1890)[35]
- Colaspis vianai (Bechyné, 1949)[3]
- Colaspis violena Bechyné, 1953
- Colaspis viridilimbata (Lefèvre, 1877)[2]
- Colaspis vittulosa Bechyné, 1951[10]
- Colaspis wayrauchi Bechyné, 1951[36]

Espèces éteintes:
- †Colaspis aetatis Wickham, 1911
- †Colaspis diluvialis Wickham, 1914
- †Colaspis luti Scudder, 1900
- †Colaspis proserpina Wickham, 1914

Sources: i = ITIS, c = Catalogue of Life, g = GBIF, b = Bugguide.net